# Donau (Ottomaanse provincie)
De Donau Provincie of Donau Pasjaluk (Turks: Tuna Vilayeti) was een vilajet van het Ottomaanse Rijk van 1864 tot 1878. De vilajet werd gecreëerd uit het noordelijke deel van de provincie Silistra langs de Donau en de provincies Niş en Rusçuk. Het gebied omvatte een groot gedeelte van het huidige Bulgarije (de Zuidelijke Dobroedzja inbegrepen), behaalde het zuidoostelijke deel en ook de Roemeense regio Noordelijke Dobroedzja. 
De vilajet werd onderverdeeld in de sandjaks Rusçuk, Sofya, Tırnova, Niš, Tulça, Varna, en Vidin. In 1878 toen het gebied niet meer tot het Ottomaanse Rijk behoorde werd het onderverdeeld in het Vorstendom Bulgarije, Koninkrijk Servië en Koninkrijk Roemenië. 